# Charaxes spoliata
Charaxes spoliata är en fjärilsart som beskrevs av Hermann Stauder 1922. Charaxes spoliata ingår i släktet Charaxes och familjen praktfjärilar. Inga underarter finns listade i Catalogue of Life.